# Adolph Cornelis van Bruggen
Adolf Cornelis van Bruggen, noto anche come A. C. van Bruggen or Dolf van Bruggen (L'Aia, 9 luglio 1929 – 3 giugno 2016), è stato un entomologo, botanico e malacologo olandese.
I suoi interessi nei tropici e nell'Africa tropicale hanno dominato la scena scientifica internazionale per più di 50 anni. Egli è un esperto specialmente nelle famiglie di chiocciole Streptaxidae, Achatinidae e Maizaniidae. A tutto il 2008 egli aveva scritto 655 pubblicazioni scientifiche.
È l'ultimo nato della coppia A.C. van Bruggen, Sr. e A.C.G. van Bruggen-van Eyk Bijleveld.

## Biografia

### I primi anni
Dolf trascorse la sua gioventù a L'Aia. Storia naturale ed in particolare gli animali hanno sempre richiamato la sua attenzione. Il padre era un funzionario di elevato livello presso il Ministero olandese dell'Istruzione, Cultura e Scienze, sotto il cui controllo era allora il Museo Reale di Storia Naturale. Quando Dolf si diplomò al Ginnasio de L'Aia nel 1949, il padre lo presentò a Carel Octavius van Regteren Altena, curatore dei Molluschi presso il Museo, che stimolò così il suo interesse nella malacologia.
All'Università di Leida Dolf studiò Sistematica botanica, Ecologia animale e Sistematica zoologica. Laureatosi nel 1956 in Biologia, dopo tre anni di assistentato al prof. Hilbrand Boschma (1893–1976), direttore del Museo Reale di Storia Naturale, che insegnava Sistematica zoologica all'Università di Leida.
L'inizio della carriera malacologica può essere datato al 1948, quando egli divenne membro della Società olandese di Malacologia (NMV). La sua prima pubblicazione in questa materia, in olandese, comparve nel 1948 sulla rivista olandese De Levende Natuur: una breve nota che trattava del ritrovamento di un esemplare di Anomia ephippium, una specie marina bivalve non comune nei Paesi Bassi. Tuttavia la sua prima importante pubblicazione comparve nello stesso anno e rivista: essa trattava dell'osservazione di foche e di sugarelli nelle acque antistanti una spiaggia olandese.
Fu a Leida che Dolf conobbe la sua futura consorte, Wenda van Bruggen-Gorter.
Inizialmente egli voleva recarsi, dopo gli studi, nelle Indie orientali olandesi (oggi Indonesia), ma ciò quando l'ex colonia olandese dichiarò la propria indipendenza il 27 dicembre 1949. Poiché Dolf era molto interessato ai tropici, scelse in sostituzione l'Africa.

### In Africa (1957–1966)
Dolf e signora partirono per il Sudafrica, fermandosi durante il viaggio nell'isola di Sant'Elena, nel maggio del 1957. In Sudafrica Dolf accettò un impiego presso il Ministero dell'Agricoltura, delle Foreste e della Pesca a Pretoria. Qui egli venne incaricato din studiare gl'insetti ed i problemi che questi causavano nei magazzini. Dopo tre anni egli accettò la posizione di biologo marino e Curatore dell'Oceanario, appena istituito a Port Elizabeth. Poiché si trattava della prima istituzione del genere in Africa, vi furono numerosi problemi per il suo avvio. Poco dopo però accettò l'offerta del Museo del Natal a Pietermaritzburg, consistente nella posizione di curatore di malacologia. Sia lui che la consorte Wenda lavorarono nel Museo dal 1962 al 1966, essendo lei bibliotecaria e sua personale assistente. Essi si recavano spesso sul campo, cogliendo l'occasione ogni qual volta la Land Rover del Museo era a loro disposizione, per viaggi di raccolta di campioni fino nel Malawi e nello Zambia. Dolf prendeva accurate appunti nella sua agenda, che divennero sempre più elaborati nel corso degli anni. Il suo Africana Biologica, diviso in otto parti, è costituito oggi da ben 1550 pagine.
Durante il suo soggiorno in Africa egli non lavorò solo sugli insetti e sulle sue favorite chiocciole, ma si occupò anche dei due altri gruppi ai quali era interessato: mammiferi ed uccelli. Egli ebbe molti contatti con capi e guardaparco dei Parchi nazionali sudafricani e fu attivamente coinvolto nella conservazione della natura. La sua permanenza nell'Africa selvatica stimolò inoltre il suo interesse negli zoo. Nel 1963, al 125 anniversario dell'Artis, lo zoo di Amsterdam, Dolf inviò per via aerea un certo numero di Procavia capensis, come dono dei biologi olandesi che lavoravano in Sudafrica.
Su richiesta del Prof. Dr Van der Vecht, titolare della cattedra di Sistematica zoologica presso l'Università di Leida, Dolf rientrò nei Paesi Bassi nel 1966.

### Nei Paesi Bassi
A Leida, Dolf venne incaricato della formazione degli studenti di Sistematica zoologica. Nel 1969 ricevette il dottorato di ricerca con la tesi Studi sui molluschi terrestri dello Zululand con note sulla distribuzione dei molluschi terrestri nell'Africa meridionale. Relatore fu il Prof. Dr Leo Brongersma, direttore del Museo Reale di Storia Naturale.
Sebbene ufficialmente impiegato presso l'Università, il suo vero posto di lavoro era il poco distante Museo Reale di Storia Naturale, ove poteva consultare a suo piacere la ricca biblioteca e lavorare con i reperti del museo. Ogni anno lui e la moglie si recavano a Londra a visitare il locale Museo di Storia naturale ed incontrare colleghi ed amici inglesi.
Oltre al suo lavoro egli dedicò molto tempo alle organizzazioni che egli riteneva che necessitassero del suo sostegno. L'olandese Nederlandse Malacologische Vereniging, NMV (Società Malacologica Olandese) trasse notevoli vantaggi dalla sua energia, che impiegò come Segretario (1953–1956), Presidente ad interim (1970–1972) e Tesoriere (1983–1986) (per inciso anche la moglie Wenda ricoprì per alcuni anni la carica di Tesoriere della Società).
Dolf fu editore del Correspondentieblad dal 1951 al 1953 e dal 1954 al 1956. Inoltre fu per più di quarant'anni editore ed editore-capo di Basteria, rivista scientifica della Società Malacologica Olandese (dal 1968 ad oggi). Nel 1999 venne eletto Membro Onorario della Società.
Ancora, fu Presidente del 7º Congresso Internazionale di Malacologia, che si tenne ad Amsterdam nel 1977 su incarico della Unitas Malacologica, l'organizzazione internazionale dei malacologi.
Dal 1989 al 1999 Dolf fu presidente della Commissione Olandese per la Conservazione della Natura, fungendo anche da responsabile delle sue comunicazioni.
Per di più egli dedicò le sue energie alla Società Zoologica Olandese , la ex Fondazione Olandese per le Ricerche Biologiche e la Società belga/olandese dei Mammiferi. Il suo interesse negli zoo è anche dimostrato dalla sua enorme collezione di guide di zoo, per la quale impostò una rete di contatti in tutto il mondo.
Egli andò in pensione nel 1994, con una lezione intitolata Semper aliquid novi ex Africam adferre, cioè «C'è sempre qualcosa di nuovo dall'Africa», che può essere considerata il suo motto personale. Continuò comunque i suoi studi come un membro associato al Museo di Leida, trascorrendo molto tempo nel palazzo di Raamsteeg e poi in quello di Darwinweg a Leida, ove proseguì negli studi dei molluschi e nelle pubblicazioni su questi ultimi e su altri argomenti.
Lui e la moglie, dal 1973, compirono numerosi viaggi in Africa, accompagnando, dopo una meticolosa preparazione del viaggio, gruppi di appassionati.

## Scritti
Gli ampi interessi di Dolf van Bruggen nella sistematica biologica e nei campi ad essa collegati si riflette nelle sue numerose pubblicazioni, che riguardano gli argomenti più svariati, dai molluschi di mare e di terra ai mammiferi, dagli anfibi ai rettili, dagli uccelli agli insetti, così come la biologia zoologica, le collezioni museali, la conservazione della natura, le materie bibliografiche e i riferimenti storici, per non dire delle recensioni di numerosi libri ed i necrologi. L'elenco completo delle sue pubblicazioni fino a tutto il 2008 raggiunge la ragguardevole cifra di 655.
Il flusso delle pubblicazioni nel corso degli anni a partire dal 1948 continua ancora e non è mai stato interrotto. In media pubblicò 11 scritti all'anno, ma non vi fu mai alcun anno in cui abbia pubblicato meno di quattro lavori. Gli anni della sua maggior produzione in numero di pubblicazioni sono quelli che vanno dal 1960 al 1966, quando egli risiedeva in Sudafrica; il 1961 fu il più produttivo, con 23 pubblicazioni.
Le pubblicazioni di maggior interesse scientifico riguardano i campi della malacologia, entomologia e botanica. Le sue pubblicazioni di botanica sono limitate al 1958, quando egli pubblicò due volumi di sistematica sulle Sapotaceae dal Borneo, con la descrizione di un nuovo genere e due nuove specie.
La sua produzione entomologica durò più a lungo, dal 1954 al 1963. In questo periodo egli pubblicò 18 lavori, principalmente dedicati agli Efemerotteri del Sud-est asiatico e della Nuova Guinea e sui Ditteri del Sudafrica, classificandone 14 nuove specie e due generi.
Gran parte dei suoi scritti scientifici trattano di sistematica e di biogeografia dei molluschi. Nel primo periodo della sua carriera egli scrisse sia generi di molluschi marini che terrestri, ma sul primo smise più o meno di scrivere dopo il 1963, probabilmente in relazione al suo passaggio dal Museo Natal di Port Elizabeth al Museo di Pietermaritzburg.
La maggior parte quindi delle sue opere scientifiche è dedicata alle chiocciole di terra, specialmente quelle dell'Africa subsahariana e delle isole che circondano quel continente. Sebbene siano poche le famiglie sulle quali egli non scrisse nulla, ve ne sono tre che possono essere considerate la sua specifica area di esperienza e fascino: le famiglie polmonate Streptaxidae e Achatinidae, nonché le percolate (caenogastropodi) Maizaniidae.
L'interesse per la famiglia carnivore delle Streptaxidae venne destato in Dolf dalla sua prolungata permanenza nel Sudafrica, probabilmente ispirata in lui dalla impressionante monografia di Matthew William Kemble Connolly (1939) sui molluschi terrestri del Sudafrica, nella quale era illustrate un estremamente varia ed esteticamente accattivante distribuzione di Streptaxidae, tutte, tranne quattro, provenienti dall'Africa.
Le Achatinidae sono una famiglia di chiocciole piuttosto ampia e, a dispetto della loro mole, una che pose forti problemi di tassonomia e Dolf è uno dei pochi che seppe trovare la strada nella caotica tassonomia di questi animali. Egli dedicò, in parte o totalmente, numerosi scritti a questa famiglia ed introdusse sei nuove specie e sottospecie.
Un terzo gruppo che ha apparentemente attratto il suo speciale interesse è quello delle opercolate terrestri, note formalmente con il nome di Prosobranchia, un insieme eterogeneo di gasteropodi con un opercolo e maschi e femmine separati (in contrasto con le chiocciole terrestri ermafrodite).
I gasteropodi percolati paiono poco rappresentati nell'Africa subsahariana in confronto ad altri continenti, specialmente l'Asia tropicale. Fin dai primi anni 1980 Dolf li prese con sé per riesaminare i rappresentanti africani di questo gruppo, in particolare le famiglie Maizaniidae e Cyclophoridae. Questo studio portò alla descrizione di tre nuovi sottogeneri e dieci nuove specie (raddoppiando così il numero di unità tassonomiche conosciute) ed a una serie di scritti con accurate descrizioni, analisi chiave e biogeografiche della fauna prosobranchia in Africa ed altrove.

## Taxa descritti
Nuovi taxa descritti da van Bruggen:

### Gastropodi

#### Streptaxidae
- Gulella adami van Bruggen, 1994[4] - Ivory Coast [Côte d'Ivoire].
- Gulella albinus van Bruggen & Van Goethem, 1999[5] - D.R. Congo.
- Gulella gwendolinae aldabrae van Bruggen, 1975[6] - Aldabra Is. [Seychelles].
- Ptychotrema altiplani van Bruggen, 1989[7] - Malawi.
- Gulella appletoni van Bruggen, 1975[8] - Sudafrica.
- Gulella aranearum van Bruggen, 1986[9] - Malawi.
- Gulella augur van Bruggen, 1988[10] - Tanzania.
- Austromarconia van Bruggen & de Winter, 2003[11] - specie tipo Ennea hamiltoni Smith, 1897.
- Gulella barnardi van Bruggen, 1965[12] - Sudafrica.
- Gulella bernardi van Bruggen & van Goethem, 1997[13] - nom. nov. per Gulella sexdentata Taylor, 1880, non Gulella sexdentata (von Martens, 1869).
- Gulella darglensis benthodon van Bruggen, 1980[14] - Sudafrica.
- Gulella browni van Bruggen, 1969[15] - Sudafrica.
- Careoradula Gerlach & van Bruggen, 1999[16] - tipo specie Streptaxis (Imperurbatia) perelegans Martens, 1898.
- Ptychotrema cazombense van Bruggen, 1989[17] - Angola.
- Gulella ceciliae van Bruggen, 1971[18] - Rhodesia [Zimbabwe].
- Ptychotrema collegarum van Bruggen, 1989[19] - Malawi.
- Gulella collicola van Bruggen, 1966[20] - Swaziland.
- Diaphera connectens van Bruggen, 1974[21] - Filippine.
- Gulella peakei continentalis van Bruggen, 1975[22] - Sudafrica.
- Ptychotrema cossyphae van Bruggen, 1989[23] - Uganda.
- Gulella cupula van Bruggen & van Goethem, 1999[24] - D.R. Congo.
- Gulella gouldi discriminanda van Bruggen, 1969[25] - Sudafrica.
- Gulella ectodentata van Bruggen & van Goethem, 1999[26] - D.R. Congo.
- Gulella garambae van Bruggen & van Goethem, 1999[27] - D.R. Congo.
- Ptychotrema glabellum van Bruggen, 1989[28] - Angola.
- Gulella guilielmi van Bruggen & van Goethem, 1998[29] - D.R. Congo.
- Gulella herberti van Bruggen, 2004[30] - Swaziland.
- Gulella hildae van Bruggen, 2001[31] - Malawi.
- Streptostele inconspicua van Bruggen, 1964[32] - Mozambico.
- Gulella incurvidens van Bruggen, 1972[33] - Sudafrica.
- Gulella inobstructa van Bruggen, 1965[34] - Sudafrica.
- Gulella insulincola van Bruggen, 1975[35] - Aldabra Is. [Seychelles].
- Ptychotrema interstriatum van Bruggen 1989[36] - Angola.
- Gulella johannae van Bruggen, 2006[37] - Sudafrica.
- Gulella crassidens jonesi van Bruggen, 1969[38] - Sudafrica.
- Haploptychius juttingae van Bruggen, 1972[39] - Indonesia.
- Ptychotrema kalemiense Adam, van Bruggen & van Goethem, 1994[40] - Zaire [D.R. Congo].
- Gulella lawrencei van Bruggen, 1964[41] - Mozambico.
- Gulella lievrouwi van Bruggen & van Goethem, 1999[42] - D.R. Congo.
- Gulella loveridgei van Bruggen, 1996[43] - Malawi, (pubblicazione datata 18 dicembre 1995, pubblicata nel febbraio 1996).
- Ptychotrema loveridgei van Bruggen, 1990[44] - Malawi.
- Gulella vicina luci van Bruggen, 1980[45] - Rhodesia [Zimbabwe].
- Gulella meredithae van Bruggen, 2000[46] - Malawi.
- Streptostele meridionalis van Bruggen, 1966[47] - Sudafrica. = Streptostele herma Connolly, 1912, vide van Bruggen, 1967[48] * Gulella microrutshuruensis van Bruggen, 1995[49] - Malawi.
- Ptychotrema multispiralis van Bruggen, 1989[50] - Malawi.
- Diaphera obliquapex van Bruggen, 1974[51] - Filippine.
- Gulella obstructa van Bruggen, 1965[52] - Sudafrica.
- Diaphera palawanica van Bruggen, 1974[53] - Philippines.
- Stereostele nevilli parvidentata Gerlach & van Bruggen, 1999[54] - Seychelles.
- Gulella peakei van Bruggen, 1975[55] - Aldabra Is. [Seychelles].
- Ptychotrema pervagatum van Bruggen, 1989[56] - Malawi.
- Edentulina dussumieri praslina Gerlach & van Bruggen, 1999[57] - Seychelles.
- Ptychotrema pseudosilvaticum Adam, van Bruggen & van Goethem, 1994[58] - Zaire [D.R. Congo].
- Edentulina dussumieri reservae Gerlach & van Bruggen, 1999[59] - Seychelles.
- Gulella ruwenzoriensis van Bruggen & van Goethem, 1999[60] - D.R. Congo.
- Streptostele sanctuarii van Bruggen, 1966[61] - Sudafrica.
- Gulella selene van Bruggen & van Goethem, 1999[62] - D.R. Congo.
- Edentulina dussumieri silhouettae Gerlach & van Bruggen, 1999[59] - Seychelles.
- Silhouettia Gerlach & van Bruggen, 1999[63] - tipo specie Streptaxis (Imperturbatia) constans var. silhouettae Von Martens, 1898.
- Gulella streptostelopsis van Bruggen, 2007[64] - Malawi.
- Gulella sursum van Bruggen, 2001[65] - Malawi.
- Gulella systemanaturae van Bruggen, 2008[66] Malawi.
- Ptychotrema tanganyikae Adam, van Bruggen & van Goethem, 1995[67] - Zaire [D.R. Congo].
- Gulella elliptica tesserula van Bruggen, 1980[68] - Sudafrica.
- Gulella turriformis van Bruggen & van Goethem, 1999[69] - D.R. Congo.
- Gulella udzungwensis van Bruggen, 2003[70] - Tanzania.
- Ptrychotrema upembae Adam, van Bruggen & van Goethem, 1993[71] - D.R. Congo.
- Gulella verdcourti van Bruggen, 1966[72] - Sudafrica.
- Gulella virungae van Bruggen & van Goethem, 1999[73] - D.R. Congo.
- Gulella wendalinae van Bruggen, 1975[74] - Sudafrica.

#### Achatinidae
- Archachatina aenigmatica van Bruggen, 1977[75] - Rhodesia [Zimbabwe].
- Achatina coroca van Bruggen, 1978[76] - Angola.
- Archachatina ustulata limitanea van Bruggen, 1984[77] - Sudafrica.
- Archachatina montistempli van Bruggen, 1965[78] - Sudafrica.
- Archachatina omissa van Bruggen, 1965[79] Sudafrica.
- Archachatina sanctaeluciae van Bruggen, 1989[80] - Sudafrica.

#### Maizaniidae
- Neomaizania coryli van Bruggen, 1985[81] - Malawi.
- Maizaniella erroris van Bruggen, 1982[82] - Liberia.
- Maizaniella hiemalis van Bruggen, 1990[83] - Guinea.
- Maizaniella iterum van Bruggen, 1991[84] - Gabon.
- Maizaniella machadoi van Bruggen, 1982[85] - Angola.
- Macromaizaniella van Bruggen, 1982[86] - tipo specie Cyclophorus preussi Von Martens, 1892.
- Neomaizania van Bruggen, 1985 - type species Neomaizania coryli van Bruggen, 1985.[87]
- Maizaniella poensis van Bruggen, 1982[88] - Fernando Poo [Bioko, Guinea Equatoriale].
- Pteromaizaniella van Bruggen, 1982 - type species Maizaniella (Pteromaizaniella) poensis van Bruggen, 1982.[88]
- Maizania scalarioidea van Bruggen, 1983[89] - Malawi.
- Spirulozania van Bruggen, 1982[90] - type species Cyclophorus lilliputianus Morelet, 1873.

#### Altri gastropodi di terra
- Truncatellina adami van Bruggen, 1994[91] - Fernando Poo [Bioko, Guinea Equatoriale], (Stylommatophora, Vertiginidae).
- Punctum adami van Bruggen & Van Goethem, 2001,[92] D.R. Congo, (Stylommatophora, Punctidae).
- Afroconulus Van Mol & van Bruggen, 1971[93] - type species Sitala diaphana Connolly, 1922, (Stylommatophora, Euconulidae).
- Afroguppya de Winter & van Bruggen, 1992[94] - tipo specie Thapsia rumrutiensis Preston, 1911, (Stylommatophora, Euconulidae).
- Curvella amicitiae van Bruggen, 1968[95] - Sudafrica, (Stylommatophora, Subulinidae).
- Carinazingis van Bruggen & de Winter, 1990[96] - type species Carinazingis regalis van Bruggen & de Winter, 1990, (Stylommatophora, Urocyclidae).
- Chondrocyclus chirindae van Bruggen, 1986[97] - Zimbabwe, (Caenogastropoda, Cyclophoridae).
- Zingis chirindensis van Bruggen & Verdcourt, 1968[98] - Rhodesia [Zimbabwe], (Stylommatophora, Urocyclidae).
- Rachis cunctatoris van Bruggen, 1975[99] - Malawi, (Stylommatophora, Cerastidae).
- Dendrotrichia van Bruggen & Verdcourt, 1965,[100] tipo specie Trachycystis (Dendrotrichia) sylvicola van Bruggen & Verdcourt, 1965 (Stylommatophora, Charopidae).
- Sculptaria fumarium van Bruggen & Rolán, 2003[101] - Namibia, (Stylommatophora, Sculptariidae).
- Fauxulus grayi van Bruggen & Meredith, 1983[102] - Malawi, (Stylommatophora, Orculidae).
- Pseudoglessula haackei van Bruggen, 1966[103] - Sudafrica, (Stylommatophora, Subulinidae).
- Pseudoglessula hamiltoni van Bruggen, 1966[104] - Sudafrica, (Stylommatophora, Subulinidae).
- Trachycystis langi van Bruggen, 1994[105] - Sudafrica, (Stylommatophora, Charopidae).
- Pseudoglessula libera Solem & van Bruggen, 1976[106] - Guinea, (Stylommatophora, Subulinidae).
- Chondrocyclus meredithae van Bruggen, 1983[107] - Malawi, (Caenogastropoda, Cyclophoridae).
- Trachycystis montissalinarum van Bruggen, 2002[108] - Sudafrica, (Stylommatophora, Charopidae).
- Phortion occidentalis van Bruggen, 1982[109] - Sudafrica, (Stylommatophora, Charopidae).
- Asperitas trochus parvinsularis van Bruggen, 1976[110] - Indonesia, (Stylommatophora, Ariophantidae).
- Cerastua procrastinationis van Bruggen, 1993[111] - Malawi, (Stylommatophora, Cerastidae).
- Prestonellidae van Bruggen, 1978[112] - type genus Prestonella Connolly, 1929. Prestonellidae has been considered as a synonym for Aillyidae according to tassonomia di Bouchet & Rocroi (2005).
- Carinazingis regalis van Bruggen & de Winter, 1990[113] - Malawi, (Stylommatophora, Urocyclidae).
- Afroguppya solemi de Winter & van Bruggen, 1992[114] - Togo, (Stylommatophora, Euconulidae).
- Trachycystis sylvicola van Bruggen & Verdcourt, 1965[100] - S. Rhodesia [Zimbabwe], (Stylommatophora, Charopidae).
- Curvella transvaalensis van Bruggen, 1978[115] - Sudafrica, (Stylommatophora, Subulinidae).
- Cyathopoma tres van Bruggen, 2008[116] - Malawi, (Caenogastropoda, Cyclophoridae).

#### Gastropodi marini
- Pyrene sorongensis van Bruggen, 1956[117] - West Nuova Guinea [Indonesia, Papua] (Caenogastropoda, Columbellidae).

### Bivalvi
- Pecten sulcicostatus var. casa van Bruggen, 1961[118] - Sudafrica, (Bivalvia, Pectinidae).

### Insetti
- Afromelittodes Oldroyd & van Bruggen, 1963, type species Afromelittodes solis Oldroyd & van Bruggen, 1963[119] (Diptera, Asilidae).
- Pyrgotina antidorcas van Bruggen, 1961[120] - Sudafrica - Northern Cape. (Diptera, Pyrgotidae).
- Atriangulum van Bruggen, 1960 - type species: Atriangulum brevicostatum van Bruggen, 1960[121] (Diptera, Cryptochaetidae).
- Cryptochaetum brevicostatum van Bruggen, 1960[122] - Sudafrica - Gauteng, (Diptera, Cryptochaetidae).
- Cryptochaetum capense van Bruggen, 1960[123] - Sudafrica - Eastern Cape Province, (Diptera, Cryptochaetidae).
- Caenis demoulini van Bruggen, 1954[124] - Thailand, (Ephemeroptera, Caenidae).
- Cryptochaetum mixtum van Bruggen, 1960[125] - Sudafrica - Free State, (Diptera, Cryptochaetidae).
- Tephritopyrgota munroi van Bruggen, 1961[126] - Sudafrica - Gauteng, (Diptera, Pyrgotidae).
- Cloeon navasi van Bruggen, 1957[127] - Zhejiang, China, (Ephemeroptera, Baetidae).
- Tasmanocaenis novaeguineae van Bruggen, 1957[128] - Indonesia, Irian Jaya (West New Guinea), (Ephemeroptera, Caenidae).
- Prohypotyphla pallidipennis van Bruggen, 1961[129] - Sudafrica - Limpopo Province, (Diptera, Pyrgotidae).
- Cloeon papuanum van Bruggen, 1957[130] - Indonesia, Irian Jaya (West New Guinea), (Ephemeroptera, Baetidae).
- Chrysopilus rhodesiensis van Bruggen, 1960[131] - Zimbabwe, (Diptera, Rhagionidae).
- Afromelittodes solis Oldroyd & van Bruggen, 1963[132] - Sudafrica - NorthWest Province, (Diptera, Asilidae).
- Cryptochaetum utilis van Bruggen, 1960[133] - Sudafrica - KwaZulu-Natal, (Cryptochaetidae).
- Neosciara wendalinae van Bruggen, 1954[134] - the Netherlands, (Diptera, Lycoriidae).

### Piante
- Payena gigas van Bruggen, 1958[135] - Malesia (Borneo: Sabah), (Sapotaceae).
- Payena lamii van Bruggen, 1958[136] - Malesia (Borneo: Sarawak), (Sapotaceae).
- Pupureopayena van Bruggen, 1958[137] - tipo specie: Pupureopayena dasyphylla (Miquel) Pierre, 1885 (Sapotaceae).

## Denominazioni in onore
I seguenti taxa sono stati formulati in onore di Dolf van Bruggen:
Arachnida
- Hamataliwa vanbruggeni Deeleman-Reinhold, 2009[138] Località tipica: Malaysian Borneo, W. Sabah, area Mt.Kinabalu, Sorinsim (Arachnida, Oxyopidae).

Diplopoda
- Spinotarsus bruggenorum Kraus, 1966[139] Località tipica: Zululand, Riserva Ndumu Game, foresta Engabateni (Diplopoda).

Insecta
- Diopsis vanbruggeni H. R. Feijen & C. Feijen, 2009[140] Località tipica: Malawi, Ntchisi rainforest, small tributary stream of Mahatope River (Diptera, Diopsidae).
- Notiophygus vanbruggeni John, 1964[141] Località tipica: Zululand (Coleoptera, Discolomidae) [taxon citato negli Zoological Record, ma non trovato nelle pubblicazioni].
- Phaenocarpa vanbruggeni van Achterberg, 2009[142] Località tipica: Madagascar, Tanatare, Périnet (Hymenoptera, Braconidae).
- Selinda bruggeni Theron, 1986[143] Località tipica: Zimbabwe, Chirinda Forest, Mount Selinda (Homoptera, Cicadellidae).
- Termitotrox vanbruggeni Krikken, 2008[144] Località tipica: Kenya, Karen (Coleoptera, Scarabaeidae).

Gastropoda
- Apera bruggeni Forcart, 1967[145] Località tipica: Sudafrica, Limpopo Prov. (Chlamydephoridae).
- Bruggenina Mead, 2004[146] Tipo specie per originale designazione: Archachatina sandgroundi Bequaert, 1950 (Achatinidae).
- Bruggennea Dance, 1972[147] Tipo specie per originale designazione: Sinoennea laidlawi Dance, 1970 (Streptaxidae).
- Centrafricarion bruggeni Van Mol, 1970[148] Località tipica: Malawi, Nyika Plateau, Zozu Chipolo Forest (Urocyclidae).
- Chrysallida vanbruggeni van Aartsen & Corgan, 1996[149] Nuovo nome per Odostomia ornata Turton, 1932 non H. & A. Adams, 1853 (Pyramidellidae).
- Cingula bruggeni Verduin, 1984[150] Località tipica: Spagna, Stretto di Gibilterra, Tarifa (Rissoidae).
- Cyclostremiscus vanbruggeni De Jong & Coomans, 1988[151] Località tipica: Mar dei Caraibi (Tornidae).

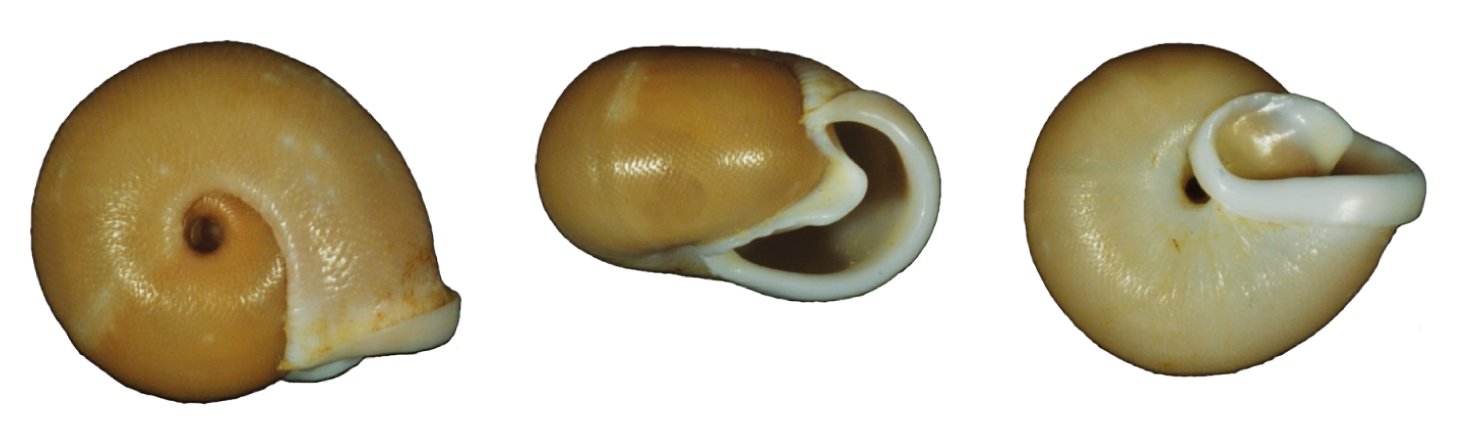
Tre viste della conchiglia del Chloritis vanbruggeni

- Chloritis vanbruggeni Maassen, 2009[152] Località tipica: Indonesia, Central Sulawesi, Pulau [Island] Peleng, Gunung [Mount] Tatarandang (Camaenidae).
- Gulella bruggeni Cole & Herbert, 2009[153] Località tipica: Sudafrica, E. Cape, Transkei, Riserva naturale Hluleka (Streptaxidae).
- Gulella mkuu Rowson, Seddon & Tattersfield, 2009[154] Località tipica: Kenya, Rift Valley Province, Samburu District, Ndoto Mountains (Streptaxidae). Dedication in the reference include: "From Swahili noun or adjective mkuu, meaning great, principal, elder, chief, etc. As a noun in apposition, with reference to the size of the shell, but also to Dr A.C. van Bruggen, a distinguished and esteemed contributor to African malacology."[154]
- Inchoatia megdova bruggeni Gittenberger & Uit de Weerd, 2009[155] Località tipica: Grecia, Tessaglia, Trikala, 7.5 km WNW of Pyli (= Pili), 8.5 km Sud di Elati lungo la strada per Aghios Prokopios (Clausiliidae).
- Mitrella bruggeni van Aartsen, Menkhorst & Gittenberger, 1984[156] Nuovo nome per Mitrella broderipi auct. not Sowerby, 1844 (Columbellidae).
- Parennea vanbruggeni de Winter, 2008[157] Località tipica: Cameroon, Sud Province, Meka'a-II, W of Nyangong (Streptaxidae).
- Plekocheilus (Eurytus) bruggeni Breure, 1978[158] Località tipica: Perù, Dipt. Pasco, Huancabamba (Orthalicidae).

Bivalvia
- Sunetta bruggeni Fischer-Piette, 1974[159] Nuovo nome per Sunetta ovalis Sowerby, 1892 non Martin, 1880 (Veneridae).